# Jody Wilson-Raybould
Jody Wilson-Raybould (23 de marzo de 1971), también conocida por sus iniciales JWR y por su nombre Kwakwakaʼwakw Puglaas, es una abogada, escritora y expolítica canadiense que se desempeñó como miembro del Parlamento en Columbia Británica, Canadá, de 2015 a 2021. Inicialmente fue elegida miembro del Partido Liberal (se desempeñó como ministra de Justicia y fiscal general de 2015 a 2019, y brevemente como ministra de veteranos y ministra asociada de Defensa Nacional en 2019) hasta que fue expulsada por el caso SNC-Lavalin. Continuó siendo miembro del Parlamento como independiente y fue reelegida en 2019, pero no se postuló en 2021. Antes de ingresar a la política federal, fue fiscal provincial, comisionada de tratados y jefa regional de la Asamblea de las Naciones Originarias de Columbia Británica.

## Infancia y educación
Wilson-Raybould nació en el Hospital General de Vancouver. Es hija de Bill Wilson, jefe hereditario, político y abogado de las Naciones Originarias, descendiente de los pueblos Musgamagw Tsawataineuk y Laich-kwil-tach, que forman parte de los Kwakwakaʼwakw, también conocidos como pueblos de habla Kwak'wala. Su madre, Sandra Wilson, es maestra y descendiente eurocanadiense. Wilson-Raybould lleva el nombre kwak'wala Puglaas, que se traduce aproximadamente como "mujer nacida de gente noble". En la televisión nacional canadiense en 1983, el padre de Wilson-Raybould informó al entonces primer ministro Pierre Trudeau que sus dos hijas esperaban convertirse en abogadas y luego en primera ministra algún día. Sus padres se divorciaron cuando Wilson-Raybould era pequeña y su madre la crio en la Isla de Vancouver, asistiendo a la escuela primaria Robert Scott en Port Hardy, Columbia Británica, donde su madre también enseñaba, y más tarde a Comox, Columbia Británica y se graduó en la escuela secundaria Highland.
Wilson-Raybould estudió ciencias políticas e historia en la Universidad de Victoria, donde obtuvo su licenciatura en 1996. Luego estudió derecho en la Facultad de Derecho de la Universidad de Columbia Británica. Se casó con Tim Raybould, consultor de las Naciones Originarias, cabildero y antropólogo social, el 29 de noviembre de 2008.

## Carrera

### Fiscal de la Corona (2000-2003)
Wilson-Raybould es abogada de profesión. Fue fiscal provincial de la Corona en el tribunal penal de Main Street de Vancouver en el Downtown Eastside, de 2000 a 2003. Ella calificó su trabajo allí como una experiencia reveladora y también dijo que su experiencia como fiscal reconfirmó su compromiso con el servicio público y su importancia.

### Comisión del Tratado de Columbia Británica
En 2003, asumió el cargo de asesora de procesos en la Comisión de Tratados de Columbia Británica, un organismo establecido para supervisar las negociaciones de tratados modernos entre las Naciones Originarias y la Corona. En 2004, fue elegida comisionada por los jefes de la Cumbre de las Naciones Originarias. Se desempeñó como comisionada durante casi siete años, de los cuales pasó un año y medio como comisionada en jefe interina, ganándose la reputación de reunir a partes opuestas en el complejo proceso de negociación de tratados. Como comisionada, ayudó a promover una serie de mesas de tratados, incluida la Nación Originaria Tsawwassen, que se convirtió en la primera en Columbia Británica en lograr un tratado bajo el Proceso de Tratados de Columbia Británica. También ayudó al establecimiento de una "Mesa Común" de más de 60 Naciones Originarias y la Corona.

### Consejo We Wai Kai
Fue elegida miembro del consejo de la nación We Wai Kai en enero de 2009, un papel que ella atribuye a fortalecer su comprensión y compromiso para trabajar a nivel provincial y nacional en defensa de la gobernanza de las Naciones Originarias. Como concejala de We Wai Kai, jugó un papel decisivo a la hora de ayudar a su comunidad a desarrollar un código de tierras y a salir de la Ley Indígena. Como resultado de este trabajo, fue nombrada representante de su nación ante la Junta Asesora de Tierras de las Naciones Originarias (LAB) nacional, y posteriormente fue elegida entre sus pares para ser miembro de la junta de LAB, así como miembro del comité de finanzas.
Como concejal de We Wai Kai Nation, Wilson-Raybould también fue fundamental para que We Wai Kai desarrollara una ley de administración financiera (estableciendo transparencia y rendición de cuentas a través de un marco regulatorio para establecer presupuestos y controlar gastos), asumiendo poderes de impuestos a la propiedad bajo la Gestión Fiscal de las Naciones Originarias y convertirse en miembro prestatario de la Autoridad Financiera de las Naciones Originarias (FNFA). Wilson-Raybould fue nombrada representante de We Wai Kai ante la FNFA. Los miembros prestatarios de la FNFA eligieron a Wilson-Raybould como presidenta en 2013, 2014 y 2015. La FNFA es una organización sin fines de lucro que reúne los requisitos de endeudamiento público de lasNaciones Originarias calificadas y emite bonos sobre la base de un crédito central. Bajo Wilson-Raybould, la FNFA emitió su obligación inaugural en 2014 por un monto de $96 millones. Esta edición se reabrió en 2015 agregando $50 millones adicionales.

### Asamblea de Naciones Originarias de Columbia Británica
Wilson-Raybould fue elegida por primera vez jefe regional de la Asamblea de Naciones Originarias de Columbia Británica en 2009. El jefe regional es elegido por las 203 Naciones Originarias de Columbia Británica. A ella se le atribuye haber unido a los jefes, lo que se reflejó en su reelección como jefa regional en noviembre de 2012. Ganó en la primera votación con casi el 80% de los votos.
Como jefe regional, Wilson-Raybould se concentró en la necesidad de construir una nación, una buena gobernanza y empoderar a los pueblos indígenas para que adopten las medidas prácticas necesarias para implementar la Declaración de las Naciones Unidas sobre los Derechos de los Pueblos Indígenas y hacer realidad la promesa del reconocimiento de los pueblos indígenas y derechos convencionales en el artículo 35 de la Ley constitucional de 1982. Se centró en la reconciliación entre las Naciones Originarias y la provincia de Columbia Británica y Canadá promoviendo una gobernanza sólida y apropiada de las Naciones Originarias, el acceso justo a las tierras y los recursos, una mejor educación y la salud individual. En 2011 y 2012, Wilson-Raybould fue coautor del Kit de herramientas de gobernanza de BCAFN: una guía para la construcción de una nación. Parte 1 del Conjunto de herramientas de gobernanza: Informe de gobernanza, que establece lo que las Naciones Originarias en Columbia Británica están haciendo con respecto a la transición de su gobernanza de la Ley Indígena a un mundo pos colonial basado en el reconocimiento de los títulos y derechos aborígenes.
En 2012, Wilson-Raybould y BCAFN lanzaron la Parte 2 del Conjunto de herramientas de gobernanza: La autoevaluación de la gobernanza y la Parte 3: Guía para la participación comunitaria: Navegando nuestro camino más allá de la puerta poscolonial. En 2014 se publicó una segunda edición del Informe de Gobernanza. En 2015, Wilson-Raybould y BCAFN publicaron una Guía del usuario del kit de herramientas de gobernanza de BCAFN: apoyo a los líderes del cambio.
Durante sus primeros mandatos como Jefa Regional, trabajó con colegas, incluido el senador Gerry St. Germain, para presentar el Proyecto de Ley S-212, la Ley de Reconocimiento del Autogobierno de las Naciones Originarias.
Wilson-Raybould participó en la Reunión Corona-Naciones Originarias de 2012 entregando un mensaje contundente sobre la necesidad de resolver las cuestiones de las Naciones Originarias, incluida la necesidad de una reforma de la gobernanza y de ir más allá de la Ley Indígena para apoyar una economía fuerte.
Wilson-Raybould atribuye la falta de progreso del gobierno conservador durante este tiempo como una de sus motivaciones para postularse para los liberales federales en las elecciones federales de 2015.

## Voluntariado
Wilson-Raybould se ha desempeñado como directora de la Universidad de Capilano. De 2008 a 2010 fue miembro de la junta directiva de la Fundación Minerva para Mujeres de Columbia Británica y jugó un papel decisivo en el desarrollo de la "Iniciativa Combinando Nuestras Fuerzas", una asociación de mujeres aborígenes y no aborígenes. Además de sus funciones como directora del Consejo Asesor de Tierras y presidenta de la Autoridad Financiera de las Naciones Originarias, también fue directora del Centro Cultural Nuyumbalees desde 2013.

## Obra escrita
Wilson-Raybould ha publicado tres libros: 
- Desde mi posición: reconstruir las naciones indígenas para un Canadá más fuerte (2019)
- "Indian" in the Cabinet (2021)
- True Reconciliation (2022)